# Назад в будущее (мультсериал)
«Назад в будущее» (англ. Back to the Future: The Animated Series) — мультипликационное многосерийное продолжение известной кинотрилогии «Назад в будущее». Сериал транслировался на канале CBS с 14 сентября 1991 года по 26 декабря 1992 года. Также шоу повторяли на канале FOX с марта по сентябрь 2003 года. Всего было снято 26 эпизодов и 2 сезона анимационного сериала. Сериал получил свой релиз на DVD 20 октября 2015 года.

## Сюжет
После событий фильма «Назад в будущее 3» Док Эмметт Браун обосновался вместе со своей семьёй в городке Хилл-Вэлли. На дворе 1991 год, доктор Эмметт Браун восстановил DeLorean после крушения, потому что он удобней для путешествий во времени, чем Паровоз Времени, которым тем не менее Брауны и Марти Макфлай также часто пользуются. Все герои живут своей жизнью и подчас сталкиваются с обыденными сложностями. В эти моменты в их жизни начинает участвовать время, что преподносит Марти и семье Дока самые удивительные приключения.
Сериал сконцентрирован на Доке Брауне и его семействе, хотя Марти и его подружка Дженнифер Паркер часто появляются на экране, как и главный злодей фильмов — Бифф Таннен со своей роднёй. Несмотря на то, что Джордж и Лорейн Макфлаи были важной составляющей первой части трилогии «Назад в будущее», ни один из них не появляется в сериале.
Каждая серия начинается и заканчивается небольшими сценками с «живым» Доком Брауном (в исполнении актёра Кристофера Ллойда) и его помощником, Учёным Парнем. Авторы включили в эти мини-сюжеты познавательную информацию, нацеленную на общее развитие детей-зрителей. Кроме того, после титров каждого эпизода появляется анимационный Бифф Таннен и рассказывает шутку, в основном, связанную с событиями серии.

## Производство
В 1990 году компании «MCA, Inc.» и «Amblin Entertainment» основали «Universal Cartoon Studios», а 21 марта 1991 года стало известно, что студия выпустит свой первый проект — анимационное продолжение фантастической трилогии «Назад в будущее» для получасового утреннего блока «Satuday Morning» на канале CBS. 
Процессу создания сериала посвящена одна из последних глав книги Майкла Класторина «Back To The Future: The Ultimate Visual History».
Сценарист Боб Гейл согласился начать работу над проектом на двух условиях. Во-первых, Кристофер Ллойд появится в роли Дока Брауна в «живых» сегментах в конце и начале каждого эпизода. Во-вторых, шоу будет носить познавательный характер. Канал CBS заказал два сезона, состоящих из 26-ти эпизодов. Боб Гейл выступил исполнительным продюсером сериала, ответственным за сюжет шоу и подбор актёров. Вскоре были наняты сценаристы Джон Лой и Джон Людин.
Кристофер Ллойд не смог вернуться к роли Дока в озвучивании сериала из-за насыщенного съёмочного графика. Актёр отснял «живые» эпизоды для первого сезона за три дня. Съёмки проходили летом 1991 года на студии «Universal» в декорациях «Back To The Future: The Ride». Режиссёром выступил Пейтон Рид, также работавший над аттракционом. Из-за сжатых сроков все сцены снимали с одного дубля. Поэтому для смены кадров в качестве перебивки часто использовалась заставка с Доком в индейском головном уборе. Билл Най, для которого это было первое появление на экране, исполнил роль помощника Дока, «Учёного парня».
Мэри Стинберджен, Томас Уилсон и Джеймс Толкан стали единственными актёрами из оригинальной трилогии, кто озвучил своих героев и в мультсериале. Роль Дока досталась актёру Дэну Кастелланете, более известного как Гомер Симпсон в культовом шоу «Симпсоны». Примечательно, что в отличие от многих мультипликационных шоу, актёры записывали свои диалоги все вместе, а не по отдельности. По словам Гейла, это должно было повысить качество исполнения, так как актёрам легче взаимодействовать друг с другом, чтобы вжиться в образ.
К концу первого сезона руководство канала выдвинуло несколько условий для продления сериала на новый сезон. Во-первых, концепция сериала должна была уйти от образовательной составляющей. Во-вторых, в сериале должен был появиться основной персонаж инопланетного происхождения. Боб Гейл отстоял первоначальный замысел проекта, и работа над шоу продолжилась. К тому времени Пейтон Рид не мог продолжать работу на съёмках «живых» сегментов с Ллойдом, поэтому его место занял Боб Гейл. Из-за урезанного бюджета сцены снимали на синем фоне. После показа второго сезона CBS закрыл шоу из-за низких рейтингов.
Объявляя о работе над проектом, президент «Universal Cartoon Studios» Джефф Сигал отметил, что в планах студии расширить получасовой анимационный блок утреннего эфира до одного часа, запустив второе мультипликационное шоу по мотивам трилогии, анонс которого должен был состояться в 1992 году.

## Начальные титры
Титры первого сезона сопровождает обновлённая версия композиции «Back in Time», первоначально исполненной Хью Льюисом (написавшим для первого фильма также песню «The Power of Love»): взглянув на часы, Док понимает, что опаздывает, а затем запрыгивает в Делориан. По пути он захватывает: Марти из 2015 года, где за юношей гнался Грифф Таннен; Клару из 10 июня 1885 года; и, наконец, сыновей Жюля и Верна из доисторических времён. Затем всё семейство и Марти возвращаются в современный Хилл-Вэлли и усаживаются за кухонный стол, чтобы поужинать. Однако все замечают, что с ними нет Эйнштейна, который, тем временем, угоняет Паровоз времени и отправляется в неизвестность!
Для второго сезона заставка была изменена: Делориан готовится к старту, следует нарезка из эпизодов первого сезона и концовка старой версии титров. Использована та же музыка.

## Съёмочная группа

### Роли озвучивали
| Марти МакФлай    | Дэвид Кауфман    |
| Эмметт Браун     | Дэн Кастелланета |
| Клара Клейтон    | Мэри Стинберджен |
| Жюль Браун       | Джошуа Китон     |
| Верн Браун       | Трой Дэвидсон    |
| Бифф Таннен      | Томас Ф. Уилсон  |
| Дженнифер Паркер | Кэти Кавадини    |
| Декан Стрикленд  | Джеймс Толкан    |
| Эйнштейн         | Дэнни Манн       |
| Бифф-младший     | Бенджи Грегори   |

Также роли озвучивали: Хэл Рэйли, Джоуи Аласки, Энди МакАффи, Линда Гэри, Сьюзан Сайло, Брайан Стокс Митчелл, Артур Бургхардт, Карлос Карраско, Билли О'Салливан и др.

### Создатели
| РежиссёрыДжон Хэйс, Боб Гейл, Фил Робинсон Режиссёр видеосегментовПейтон Рид Авторы идеиБоб Гейл и Роберт Земекис Авторы сценарияДжон Лой, Джон Ладин, Марк Класторин, Майко Класторин, Рик Каннингем, Ренди Гейл, Уэйн Китц и Марк Валенти ПродюсерыБоб Гейл, Джон Лой и Джон Лудин КомпозиторМайкл Тавера МонтажДжей Биксен и Дэвид Воловиц КастингМария Эстрада и Дэнни Голдман | Художественные директораДжон Стивенсон и Джеймс С. Бейкер Производственные менеджерыКристин Ханна и Пол Б. Стрикленд Помощник режиссёраСинтия Риддл ХудожникСтюард Ли ЗвукорежиссёрыМарк Китс и Пака Томас АниматорыТьери Мильон, Джон Стивенсон, Норман Дрю и Стюарт Ли Издательский отделСтивен Р. Шеридан Производственный координаторЛора Робертс КомпозиторыМайкл Тавера и Стюарт Коллморген |

## Эпизоды
Ниже представлен список эпизодов мультсериала «Назад в будущее», выходившего в эфир с 14 сентября 1991 года по 26 декабря 1992.
| Сезон | Сезон | Кол-во эпизодов | Премьера         | Финал           |
| ----- | ----- | --------------- | ---------------- | --------------- |
|       | 1     | 13              | 14 сентября 1991 | 14 декабря 1991 |
|       | 2     | 13              | 19 сентября 1992 | 26 декабря 1992 |

### Сезон 1 (1991)
| Название | Дата премьеры    | Номер серии |
| --- | ---------------- | ----------- |
| «Brothers» (Братья) | 14 сентября 1991 | 01 (01)     |
| Обидевшись на своего брата Жюля, Верн сбегает из дома на ДэЛореане. Док, Марти и Жюль спешат разыскать его в самый разгар Гражданской войны. Когда армия генерала Таннена схватывает Марти, неожиданно объявляется Верн. В итоге, братья оказываются по разные стороны баррикад — Верн служит Конфедерации, а Жюль — армии Союза. Однако выяснение отношений между братьями коренным образом меняет ход битвы… |                  |             |
| «A Family Vacation» (Семейный отдых) | 21 сентября 1991 | 02 (02)     |
| Марти и Дженнифер остаются одни, пока Док с семьёй отправляется в средние века, чтобы отдохнуть от даров цивилизации, к которым так привязались Брауны. Однако и здесь их героев ждут приключения — Клару похищает злобный лорд Биффэнгем, а Док оказывается запертым в темнице. Тем временем Жюль и Верн встречают Гарольда МакФлая, чью возлюбленную Женевьев также похитил Биффэнгем. Ребята и сэр МакФлай прибывают к замку как раз вовремя — в самый разгар рыцарской дуэли между Доком и Биффэнгемом. Тем временем Клара сбегает из заточения и сооружает воздушный шар из подручных материалов. Настоящая героиня, она готова на всё, лишь бы спасти возлюбленного мужа из лап негодяя… |                  |             |
| «Forward To The Past» (Вперёд в прошлое) | 28 сентября 1991 | 03 (03)     |
| Чтобы испытать своё новое изобретение — Звуковой Молекулярный Перераспределитель — Док с сыновьями, дабы избежать возможной угрозы для окружающих, отправляются в доисторические времена. Но к своему сожалению им приходится сбегать от злобного Тираннозавра. В этом им помогает дружелюбный Птеранодон Донни. Но это не самое страшное, что им придётся пережить — они, наконец, испытывают новое изобретение: Док обнаруживает на небе падающую звезду, оказавшуюся огромным метеором, направляющимся прямо к Земле. С помощью своего Перераспределителя Доку удаётся уничтожить метеор. Земля спасена, однако теперь они не смогут вернуться домой, так как у них не осталось энергии для ДэЛориан. Но гениальный Док как всегда найдёт выход — он использует лимоны, чтобы вернуться назад в будущее! Однако их будущее изменилось до неузнаваемости — странные племена динозавров управляют Землёй. И чтобы исправить настоящее, Док должен вернуться в прошлое и восстановить метеор! В этом им вновь помогает Донни! |                  |             |
| «Witchcraft» (Колдовство) | 12 октября 1991  | 04 (04)     |
| Марти кажется, что Дженнифер встречается с местным спортсменом-красавцем, хотя девушка всего лишь давала ему частные уроки. Когда Марти приходит за советом к Браунам, то находит сообщение, из которого узнаёт, что Док и его семья застряли в Салеме, штат Массачусетс, в Пуританский период. Марти прибывает к ним на ДэЛореан и привозит с собой необходимую деталь для починки паровоза и вскоре сам оказывается в опасности — девушка по имени Мерси обвиняет его в колдовстве. Марти грозит суд без права защиты… |                  |             |
| «Roman Holiday (Swing Low, Sweet Chariot Race)» (Римские каникулы, или Гонки на колесницах) | 19 октября 1991  | 05 (05)     |
| Вместе с Доком Марти отправляется в Древний Рим, чтобы вернуть в библиотеку просроченные книги. Подслушав разговор отца и Марти, Жюль и Верн также решают отправиться на Римские игры, спрятавшись в ДэЛореан. Однако на месте не всё идёт по плану — Марти случайно наносит оскорбление Биффикулусу, который сразу же вызывает юношу на поединок — участие в гонках на колесницах. Дока приговаривают к растерзанию львами на арене, а ребята встречают раба по имени Джуда. Они решают помочь ему сбежать из рабства, попутно спасая Марти и Дока… |                  |             |
| «Go Fly A Kite» (Полёт воздушного змея) | 26 октября 1991  | 06 (06)     |
| Жюль уверяет Верна в том, что Верн не является биологически не связан с семьёй Браунов, так как он не такой умный как остальные. По случайному стечению обстоятельств Верн уверен, что его отец — Бенжамин Франклин. Мальчик отправляется на ДэЛореан, чтобы стать свидетелем величайшего открытия — электричества! Когда же всё электричество Хилл Вэлли выходит из строя в настоящем, Док понимает, в чём тут дело… |                  |             |
| «Time Waits For No Frog / Einstein’s Adventure» (Время не ждёт лягушек / Приключения Эйнштейна) | 2 ноября 1991    | 07 (07)     |
| Часть первая. Док и Марти отправляются в Древние времена Южной Америки, чтобы найти лекарство получаемое из вымирающего вида лягушек, Буфо Маринус, которые выделяют опасную кислоту через свою кожу. Вскоре путешественники встречают зловещего конкистадора Биффандо и его головорезов. Злодей тайно преследует Марти и Дока в надежде, что они приведут его к Золотому городу, затерянному где-то в джунглях. Однако когда герои добираются до затерянного города, их берут в плен Индейцы племени Инков. Теперь им грозит смертная казнь — их собираются бросить в глубокую яму, наполненную теми самыми лягушками… |                  |             |
| Часть вторая. Пока Док отправился по магазинам, Эйнштейн решает вздремнуть на заднем сиденье ДэЛореан. Однако неожиданно машину времени угоняют двое грабителей банка. Ничего не подозревающие правонарушители оказываются в Австралии — Сиднее в 1790 году. Там Эйнштейна выбрасывает из машины сильным ударом, а грабители оказываются в австралийской тюрьме… |                  |             |
| «Batter Up!» (Отбивай сильней!) | 9 ноября 1991    | 08 (08)     |
| Марти отправляется в 1897 год, чтобы помочь своему предку Пи Ви МакФлаю — подающему в бостонской бейсбольной команде Поедатели фасоли — выиграть серию матчей. Используя новое изобретение Дока — суперочки, помогающий любому человеку отбивать мяч также точно как настоящий профессионал — Марти выдаёт себя за Пи Ви и выигрывает важный матч. Однако вскоре в его планы вторгается Бриллиантовый Джим Таннен — местный гангстер, угрожающий Пи Ви… |                  |             |
| «Solar Sailors» (Космические мореплаватели) | 16 ноября 1991   | 09 (09)     |
| Жюль делает два необычных подарка на Годовщину свадьбы своих родителей — во-первых, своё собственное изобретение, позволяющее узнавать заголовки газет из будущего; во-вторых, билеты в космический круиз в 2091 году. Док и Клара отправляются на ДэЛореан в будущее, чтобы занять места на космическом корабле MSC Jennifer, капитаном которого является мисс Марта МакФлай — пра…правнучка Марти. Вернувшись в настоящее, Жюль и Верн узнают, что их родители в опасности — на корабле произойдёт саботаж, возглавляемый Зиффом Танненом… |                  |             |
| «Dickens Of A Christmas» (Рождество в духе Диккенса) | 23 ноября 1991   | 10 (10)     |
| В городе установилась невыносимая летняя жара. Док приглашает свою семью и Марти отправиться в 1800 год в Лондон и отпраздновать там Рождество в духе Диккенса. Прибыв на место они доверят часы и ключ от ДэЛореан Жюлю. Пока Док, Клара и Марти, были в магазине игрушек, вор-карманник крадёт у Жюля часы, в которых был спрятан ключ. Мальчики пускаются вдогонку воришке, но их хватает глава банды и предлагает ребятам работать на него. Пока Док и Марти занимаются поисками ребят, Ибиффназар Таннен, владелец магазина игрушек, отправляет лавочника с семьёй и Клару в тюрьму для должников. Спасая мальчиков у Дока появляется идея, как преподать урок Таннену… |                  |             |
| «Gone Fishin'» (На рыбалке) | 30 ноября 1991   | 11 (11)     |
| Жюль и Верн с огромным удивлением узнают, что их отец безумно боится рыбалки. С помощью хитроумного изобретения, мальчики отправляются в интригующее путешествие по волнам памяти своего отца. Они узнают, что когда Доку было 4 года, он отправился вместе со своим чудаковатым дядей Оливером на рыбалку и упал в реку. Ребята решают предотвратить это событие, чтобы избежать дальнейших последствий. Их план безупречен, но всё выходит так, что малыш Док Браун становится известным гастролирующим каскадёром по кличе Браун-Сорвиголова. Когда он приезжает в Голливуд, продюсер Ди Ви Таннен предлагает ему поставить очень опасный трюк. Марти и ребята чувствуют что-то неладное… |                  |             |
| «Retired» (На пенсии) | 7 декабря 1991   | 12 (12)     |
| На Первое апреля, устраивают Доку розыгрыши, саботируя множество его изобретений, включая Анализатор Мозговых Волн. В конечном итоге, Док узнаёт, что он использовал свой мозг на 99,99 % и теперь уже больше никогда не сможет снова изобретать. Так Док решает, что пришло прекратить занятия изобретательством… Тем временем, Марти одалживает одно из изобретений Дока, чтобы создать неповторимые спецэффекты для своего грядущего рок-концерта. Конечно же, наука в руках недотёпы — опасная штука. Доку же выпадает шанс использовать оставшиеся 0,01 % своего мозга… |                  |             |
| «Clara’s Folks» (Родители Клары) | 14 декабря 1991  | 13 (13)     |
| Верн, Жюль и Марти отправляются в Вайоминг 1850 года, чтобы встретить свою бабушку Марту, мать Клары. Однако, увидев Марти, Марта влюбляется в него, ставя под угрозу существование Клары, а значит и своих внуков. Мальчики пытаются устроить встречу Марты и своего дедушки Дэниэла. Но всё как всегда нарушает неизвестно откуда взявшийся прародитель Танненов — Дикий Билл, похитивший Марту. На помощь спешит Док, взявший себе в помощь Дэниэла, а на Верна и сбежавшую Марту, тем временем, нападает медведь Гризли… |                  |             |

### Сезон 2 (1992)
| Название | Дата премьеры    | Номер серии |
| --- | ---------------- | ----------- |
| «Mac The Black» (Чёрный пират) | 19 сентября 1992 | 01 (14)     |
| Пока Марти ссорится с Дженнифер, Верн просит у Дока и Клары разрешения проколоть ухо. Отрицательный ответ не заставил себя ждать. Тогда Марти и Верн решают отправиться на Карибы в 1500 год и стать пиратами, чтобы проколоть себе уши. Там Марти по ошибке принимают за известного Чёрного пирата. Ситуация накаляется, когда настоящий гроза морей собирается линчевать самозванца, а Испанская Армада окружает пиратов и грозится дать бой… |                  |             |
| «Put On Your Thinking Caps, Kids! It’s Time For Mr. Wisdom!» (Умники и умницы) | 26 сентября 1992 | 02 (15)     |
| Мистер Уиздом — ведущий научного телешоу для детей, а также обожаемый Верном герой (и заклятый враг Дока), объявляется в Хилл-Вэлли. Верн и Марти решают лично встретиться с мистером Уиздомом, и вскоре учёный оказывается в лаборатории Дока. Док разозлён на ребят — они узнают, что мистер Уиздом был его соседом по комнате в университетские времена и украл одно из его изобретений, получившее главный приз на научной ярмарке. Некоторое время спустя мистер Уиздом вламывается в лабораторию Дока и крадёт ДэЛореан. Теперь для Дока Брауна является делом чести выяснить, кто же из них двоих на самом деле великий учёный!… |                  |             |
| «A Friend In Deed» (Настоящий друг) | 3 октября 1992   | 03 (16)     |
| Бифф Таннен сообщает, что у него есть обоснованные неким документом 1800 года права на ранчо семейства Паркер и планирует выселить оттуда семью Дженнифер. Решая помочь своей подружке, Марти отправляется на старый Запад, чтобы разобраться, что к чему. Там он узнаёт, что Паркеры были обмануты предком Таннена. Марти проникает в банду Тадеуса Таннена, надеясь разрушить его планы… |                  |             |
| «Marty McFly PFC» (Рядовой МакФлай) | 17 октября 1992  | 04 (17)     |
| Верн ненавидит занятия в танцевальном классе и просит помощи у отца. Док рассказывает ему о чудесной машине, которая помогла ему запомнить схему движений в танце, но, к сожалению, изобретение было уничтожено во время пожара в начале 40-х, когда Док ещё был молодым человеком. Верн и Марти отправляются в прошлое, где встречают Дороти — ещё совсем юную учительницу танцев Верна. В конечном счёте, Верн и Дороти выигрывают танцевальный конкурс, а Марти завербовывают в Американскую армию… |                  |             |
| «Verne’s New Friend» (Новый друг Верна) | 24 октября 1992  | 05 (18)     |
| Во время бейсбольной игры Верн встречает нового друга Криса — капитана команды. Крис играет как никто другой, чем приводит в восторг Верна и весь город. Вскоре они решают отправиться в 1930-е, чтобы посмотреть на прославленное цирковое представление, афишу которого они увидели в магазине комиксов. Однако они не предполагали, что цирковой труппе угрожает опасность: богатый фермер Таннен может стать главой цирка, так как его владельцы не в состоянии заплатить долги за ренту ярмарочной площади. Ребята разрабатывают план спасения, но Верна ждёт удивительное открытие правды о его новом друге… |                  |             |
| «Bravelord & The Demon Monstrux» (Храбрец и Дьявольский монстр) | 31 октября 1992  | 06 (19)     |
| Верн помешался на видеоигре под названием «Храбрец и Дьявольский монстр». После того, как Верн не выполнил свои обязанности, Док и Клара наказывают мальчика и запирают Верна в его комнате. Жюль решает подбодрить брата, установив устройство, транслирующее видеоигру прямо в телевизор в его комнате. Но всё идёт наперекосяк, когда герои игры оживают и врываются в дом Браунов, а Док наоборот, оказывается запертым в видеоигре. Вскоре Дьявольский монстр оказывается на свободе, тогда мальчики и Клара бросаются на помощь семейству Танненов… |                  |             |
| «The Money Tree» (Денежное дерево) | 7 ноября 1992    | 07 (20)     |
| Жюль устал от того, что все считают его занудой. Тогда у Верна возникает идея Денежого дерева. Идея получает воплощение, но так ли она была гениальна? Жюль делает одноклассникам и семье замечательные подарки и учит Марти, как защищать дерево от воров. Шумиха вокруг Жюля и его денежного дерева всё возрастает — мальчика преследуют представители СМИ, в дело вмешивается ФБР, а Бифф с сыном тем временем крадут дерево… |                  |             |
| «A Verne By Any Other Name» (Новое имя Верна) | 14 ноября 1992   | 08 (21)     |
| Устав от кличек, которые дают ему одноклассники, Верн решает, что хочет взять себе новое имя. Он узнаёт, что был назван в честь французского писателя Жюля Верна. Вместе с Марти мальчик отправляется в далёкие 1800-е годы во Францию и пытается убедить писателя сменить имя. После неудачных попыток, они оказываются на Диком Западе в надежде убедить Дока и Клару придумать другое имя. Однако Верн приходит в ужас, узнав об альтернативе — Галилей и Ехосафат… |                  |             |
| «Hill Valley Brown-Out» (Во всём виноват Браун!) | 21 ноября 1992   | 09 (22)     |
| Став в очередного раз причиной сбоев городского энергоснабжения, Док приводит в ярость Клару и жителей Хилл-Вэлли, готовящихся к празднику Дня основателей. Тогда Док решает найти идеальный источник энергии, что приводит к тотальному выходу из строя всех электронных предметов. Бифф пытается устранить все неполадки, а Брауны — на время уехать из города. Тем временем некий старик напоминает жителям города в чём суть праздника Дня основателей… |                  |             |
| «My Pop’s An Alien» (Мой папа — инопланетянин) | 5 декабря 1992   | 10 (23)     |
| Пока комета Кахои приближается к земной орбите, Бифф сообщает, что пришельцы собираются поработить Хилл-Вэлли, чем повергает город в панику. Вскоре Бифф находит во дворе дома Браунов космический корабль пришельцев, который он видел 25 лет назад, когда комета впервые пролетала мимо Земли. Теперь Бифф уверен, что Док — пришелец; он пытается убедить в этом военные силы и полицию города. Тем временем, в поисках спасения Док, Марти и мальчики отправляются в 1967 год, чтобы разобраться в событиях минувших лет. Ребята выясняют, что Док построил космический корабль, чтобы разглядеть комету поближе, а Бифф по ошибке принял её за корабль пришельцев…                                                                      |                  |             |
| «Super Doc» (СуперДок) | 12 декабря 1992  | 11 (24)     |
| Верн устал от того, что его все считают трусом. Тогда мальчик делится своими проблемами с Марти и Доком. Из старых газет ребята узнают, что Док участвовал в соревнованиях реслеров в далёких 1950-х. Однако Док рассказывает ребятам, что он никогда не выходил на ринг. Тогда Мальчик решает, что если его отец станет известным спортсменом, его будут уважать в школе. Ребята отправляются в прошлое, чтобы сделать Дока героем. Однако после несчастного случая, молодой Док Браун уверен, что он — герой, призванный спасать мирных граждан от преступности! И его уверенность становится причиной многих неприятностей… |                  |             |
| «St. Louis Blues» (Блюз Святого Луи) | 19 декабря 1992  | 12 (25)     |
| Дженнифер злится на Марти из-за того, что он посмеялся над её причёской и собирается на свидание с Лиз — одноклассницей Дженнифер, которую она просто не переносит. Марти приходит к Браунам, чтобы одолжить денег на стрижку, но находит там одно из изобретений Дока для стрижки волос. К сожалению, оно не было хорошо отлажено, и причёска Марти начинает постоянно меняться. Марти в панике — ведь скоро свидание с Лиз. Он отправляется на поиски Дока и находит Жюля и Верна, и они сообщают юноше, что Док и Клара отправились в 1904 году на Всемирную выставку в Сент-Луисе. Ребята отправляются на паровозе на поиски Дока, но по прибытии Пи Ти Таннен похищает Марти и выставляет его на ярмарке как экспонат — «чудо природы»… |                  |             |
| «Verne Hatches An Egg» (Верн-наседка) | 26 декабря 1992  | 13 (26)     |
| После того, как Бифф-Младший портит научный проект Верна, мальчик решает найти действительно стоящий материал для проекта с помощью ДэЛореан. Для этого он отправляется в прошлое, находит яйцо динозавра и возвращается в будущее. Вскоре из яйца вылупляется малыш-динозавр по имени Тини, и Жюль и Марти решают помочь Верну, спрятать его от родителей и других обитателей города. Но вскоре Биффу и его сынку удаётся схватить Тини. Они продают малыша мистеру Уиздому, решившему заработать на динозаврике… |                  |             |

## Комиксы
С 1991 по 1993 года в США выходила серия комиксов из 7 выпусков по мотивам мультсериала. Сюжет пилотного выпуска был написан специально для журнала «The Gang’s All Here», который также выпускался с другой обложкой в категории «Special Edition». Сюжеты трёх журналов являются пересказом эпизодов мультсериала — «Forward To The Past», «Roman Holiday» и «Retired». События мини-серии были придуманы специально. В комиксах использованы те же мультипликационные изображения героев, что и в телесериале. Действие также происходит в 1991 году: Брауны живут в Хилл-Вэлли. Док продолжает изобретать, а Клара — преподавать в школе, Марти учится в университете. Кроме того, мистер Стрикленд занял пост ректора местного Университета.

### Основная серия
| # | Название            | Дата выхода    | Ссылка |
| --- | ------------------- | -------------- | ------ |
| |                     |                |        |
| 1 | The Gang’s All Here | 1 ноября 1991  | [ 15 ] |
| У Эйнштейна, собаки Браунов, появляется КОТаракта. Последствия болезни ужасны — псу начинают повсюду видеться коты! А самое страшное — Эйнштейн может ослепнуть! Док решает вылечить любимца, а для этого необходимо сварить лекарство из ягод можжевельника. Однако сейчас не существует такого аппарата, с помощью которого можно было бы сварить настойку… Поэтому Док и Марти отправляются в Чикаго 27 января 1927 года. |                     |                |        |
| |                     |                |        |
| 2 | Forward To The Past | 1 февраля 1992 | [ 16 ] |
| Док вновь изобрёл гениальный прибор, позволяющий расщеплять молекулы на атомы! Таким образом, Док хочет решить проблему загрязнения окружающий среды! Однако он боится, что новое изобретение может быть опасным, и решает испытать его, не угрожая жителям Хилл-Вэлли… И для этого он вместе с Жюлем и Верном отправляется в Меловой период Мезозойской эры. Последнюю эру существования динозавров, когда эти животные по неизвестной причине исчезли с лица земли… |                     |                |        |
| |                     |                |        |
| 3 | Roman Holiday       | 1 марта 1992   | [ 17 ] |
| Док хочет узнать все подробности архитектурного дела: он хочет понять, как сооружались сводчатые галереи и собирается отправиться в Древний Рим! Жюль и Верн просят отца взять их с собой, но мальчики вынуждены нести наказание за то, что использовали его изобретение — Голографический проектор — без разрешения. Марти решает отправиться в путешествие вместе с Доком, чтобы написать доклад на тему «Цезарь: человек, миф, молокосос, салат!». Тем временем, Жюль и Верн, ослушавшись отца, прячутся на заднем сиденье Делореана, и, оказавшись в Риме, тут же влипают в неприятную историю. |                     |                |        |
| |                     |                |        |
| 4 | Retired             | 1 июня 1992    | [ 18 ] |
| 1 апреля Жюль и Верн устраивают розыгрыш, в ходе которого Док узнаёт, что он использовал 99,99 % мозговых возможностей. Док решает, что пришло время уйти на пенсию и перестать изобретать. В расстроенных чувствах изобретатель решает поделиться своими знаниями с пещерными людьми Хилл-Вэлли и отправляется в прошлое. Тем временем, юноша находит некое изобретение Дока, которое, как ему кажется, сможет создать спецэффекты для его концерта. На сцене Марти включает машину, которая, как выясняется, способна управлять погодой, и в Хилл-Вэлли вскоре начинается ураган. Мальчики находят отца и раскрывают ему правду о шутке. Тогда Док создаёт новое изобретение, предотвратившее разрушение целого города. |                     |                |        |

### Мини-серия
| # | Название               | Дата выхода    | Ссылка |
| --- | ---------------------- | -------------- | ------ |
| |                        |                |        |
| 1 | Forward To The Future  | 1 октября 1992 | [ 19 ] |
| В доме Браунов великое событие: Верн получает «5-» за сочинение о роботах! Обрадованный Док решает показать их сыну вживую и для этого отправляется вместе с семьёй и Марти в будущее, где роботы выполняют всю основную работу за людей, позволяя человечеству вести лежачий образ жизни! Оказавшись в одном из городов будущего, путешественники становятся свидетелями восстания роботов, стремящихся уничтожить людей. |                        |                |        |
| |                        |                |        |
| 2 | The Jewel In The Tower | 1 ноября 1992  | [ 20 ] |
| Пока Док страдает от амнезии, Жюль пытается починить Паровоз времени — путешественники оказываются в прошлом, где в местном пабе Марти и Дока принимают за колдунов, в то время как Клара, Жюль и Верн пытаются найти немного платины, необходимой для починки паровоза времени. Ввязавшись в заварушку в пабе, Марти и Док оказываются под покровительством Таннена-Варвара, который предлагает защиту в обмен на услугу: с помощью «магии» Марти и Дока он хочет раздобыть необыкновенный драгоценный цветок, спрятанный в высокой башне. |                        |                |        |
| |                        |                |        |
| 3 | The Great Indoors      | 1 января 1993  | [ 21 ] |
| Путешественниками наконец-то удаётся вернуться домой, но вот только Док всё ещё не вспомнил, кто он такой. Тогда Верну в голову приходит мысль — если из-за того, что Дока ударило током, он потерял память, то при очередном электро-ударе память должна к нему вернуться! Однако всё складывается иначе, чем предполагал Верн — изобретение Дока под названием «Шкаф сверх-измерений!» выходит из строя, и всё семейство Браунов, а также Марти оказываются в различных эпохах, соединённых временными коридорами.                        |                        |                |        |

## Игрушки
Студия развернула масштабную рекламную кампанию мультсериала в США, Японии, Великобритании и Западной Европе, выпустив различную сопроводительную продукцию по мотивам шоу.

### McDonalds
Для продвижения телевизионного шоу четыре фигурки — Дока, Марти, Верна и Эйнштейна — выходили вместе с детскими завтраками «Happy Meal» в ресторанах быстрого питания «Макдональдс». На коробках с завтраками печатались задачи и головоломки, оформленные в стиле различных исторических эпох. Рекламные ролики голосом Дока озвучил актёр Дэн Кастелланета.

### NECA
В честь 35-летия первого фильма в 2020 году компания «NECA» выпустила серию из трёх фигурок из мультсериала — Марти (вместе с гитарой и ховербордом), Дока (в наборе также пёс Эйнштейн, очки и пульт управления) и Биффа (сменная голова персонажа с хмурым выражением лица).

## Выпуск на видео

#### VHS
Компания «Universal Studios» выпустила 9 видеокассет, на каждой из которых находилось по 2 эпизода сериала. Первые 3 появились в продаже в ноябре 1993 года, а остальные 6 вышли в январе 1998. В итоге на видео было выпущено 18 эпизодов из 26 существующих.
- «A Friend In Need / The Money Tree»[26] (24 ноября 1993 года)
- «Forward To The Past / Verne Hatches An Egg»[27] (24 ноября 1993 года)
- «Go Fly A Kite / Hill Valley Brown-Out»[28] (24 ноября 1993 года)
- «Solar Sailors / Bravelord»[29] (1 января 1998 года)
- «Dickens Of A Christmas / Swing Low Sweet Chariot Race»[30] (1 января 1998 года)
- «Family Vacation / Retired»[31] (1 января 1998 года)
- «Mac The Black / St. Louis Blues»[32] (1 января 1998 года)
- «Clara’s Folks / Brothers»[33] (1 января 1998 года)
- «Batter Up / Time Waits For No Frog»[34] (1 января 1998 года)

### Лазерные диски
Было выпущено 3 диска с 12 эпизодами сериала:
- Vol.1: «Batter Up / Time Waits For No Frog» + «Clara’s Folks / Brothers»[35]
- Vol.2: «Dickens Of A Christmas / Swing Low Sweet Chariot Race» + «Forward To The Past / Verne Hatches An Egg»
- Vol.3: «Go Fly A Kite / Hill Valley Brown-Out» + «A Friend In Need / The Money Tree»[36]

### DVD
Впервые на DVD сериал был издан в 2004 году только во Франции — 26 эпизодов разместились на четырёх дисках.
В 2005 и 2008 компания «Universal Studios» планировала выпустить шоу на DVD вместе с релизами трилогии, но в итоге все планы были отменены..
20 октября 2015 года по случаю 30-летия трилогии компания «Universal» выпустила коллекционное издание фильмов на Blu-Ray «Back To The Future: The Complete Adventures», в которое вошёл также 4-х дисковый сет с двумя сезонами мультсериала. Эпизоды «Brothers» и «Mac The Black» также были изданы на бонусном диске трилогии.
Кроме того, DVD с телевизионным шоу в США возможно приобрести отдельно. На дисках также размещены раскадровки, галереи с концепт-артами и короткометражные фильмы о создании мультсериала «Drawn To The Future» и «Back To The Future: The Animated Series Revisited». 14 июня первый сезон шоу получил отдельный релиз, второй сезон был выпущен 13 сентября. 18 октября в продажу также поступило издание с двумя эпизодам «Dickens Of A Christmas» и «A Family Vacation».

## Реакция

### Зрители
Несмотря на то, что шоу было быстро закрыто из-за низких рейтингов, сценарист Боб Гейл в книге «Back To The Future: The Ultimate Visual History» рассказал о том, что в своё время студия получила большое количество писем от школьных учителей со всей страны, в которых преподаватели благодарили руководство канала за создание познавательно-образовательного шоу для детей; кроме того, учителя отмечали, что позаимствовали некоторые идеи для школьных уроков по проведению научных экспериментов.

### Премии
| Награды и номинации | Награды и номинации | Награды и номинации                                           | Награды и номинации                                             | Награды и номинации |
| Год                 | Премия              | Номинация                                                     | Номинанты                                                       | Результат           |
| ------------------- | ------------------- | ------------------------------------------------------------- | --------------------------------------------------------------- | ------------------- |
| 1992                | Young Artist Awards | Outstanding New Animation Series                              |                                                                 | Победа              |
| 1992                | Young Artist Awards | Outstanding Voice-Over In An Animation Series                 | Джошуа Китон                                                    | Победа              |
| 1993                | Emmy Award          | Outstanding Achievement In Film Sound Editing                 | Пэка Томас, Рэй Леонард, Марк С. Перлман и Мелисса Гентри-Эллис | Победа              |
| 1993                | Emmy Award          | Outstanding Achievement In Film Sound Mixing                  | Рэй Леонард и Пэка Томас                                        | Победа              |
| 1993                | Young Artist Awards | Outstanding Young Voice-Over In An Animated Series or Special | Джошуа Китон                                                    | Номинация           |
| 1994                | Young Artist Awards | Best Youth Actor In A Voiceover Role (TV Or Movie)            | Джошуа Китон                                                    | Номинация           |